# ウラディーミル・ジーヴァ
ウラディーミル・ペトロヴィチ・ジーヴァ（ロシア語: Владимир Петрович Зива, ラテン文字転写: Vladimir Petrovich Ziva、1957年3月7日  - ）はソビエト連邦、ロシアの指揮者。

## 概要
グリンカ記念レニングラード合唱学校で学んだ後、レニングラード音楽院に進学し、エリザヴェータ・クドリャフツェヴァに合唱指揮を学ぶ。その後、モスクワ音楽院でドミトリー・キタエンコに交響楽指揮を学んだ。1984年から1987年までモスクワ・フィルハーモニー管弦楽団でキタエンコの補佐を務め、その傍ら、1986年から1989年の間、モスクワ音楽院で指揮法の指導を行っていた。
スヴャトスラフ・リヒテルの招待により、「12月の夕べ」音楽祭に出演、ブリテンのオペラ『アルバート・ヘリング』、『ねじの回転』、チャイコフスキーの劇付随音楽『雪娘』などを演奏した。またボリス・ポクロフスキーと協力してモスクワ室内音楽劇場でシュニトケの『愚者との生活』、ホルミノフの『カラマーゾフの兄弟』といった現代オペラを指揮している。
1988年から2000年6月までニジニ・ノヴゴロド・フィルハーモニー交響楽団の芸術監督兼首席指揮者を務める。1990年から1992年の間はムソルグスキー記念オペラ・バレエ劇場（現在のミハイロフスキー劇場）の首席指揮者を務め、1997年からはモスクワ交響楽団の首席指揮者を務めた（2000年から2009年まで芸術監督）。2002年から2010年までクラスノダール国立音楽劇場の芸術監督兼首席指揮者を務める。ロシア国外では2006年から2010年までデンマークの南ユトランド交響楽団の芸術監督兼首席指揮者を務めた。
その後、教授職に活動の軸足を移し、2011年9月からグネーシン音楽大学のオペラ・交響楽指揮部門の主任教授の職にある。

## 家族
ボロディン弦楽四重奏団でチェロを担当していたヴァレンティン・ベルリンスキーの娘でピアニスト、女優のリュドミラ・ベルリンスカヤと結婚し、長じてチェロ奏者となったドミトリー・ベルリンスキーが生まれるが離婚し、再婚相手との間に二人の息子が生まれている。

## 主な録音
グネーシン音楽大学公式サイト内のジーヴァ紹介ページ（外部リンク）によれば、3枚のLP、30枚のCDを録音している。最初期の録音はメロディアに行われ、マルコ・ポーロやナクソスにモスクワ交響楽団やモスクワ放送交響楽団を指揮した録音がある。ヴィスタ・ヴェラ（VISTA VERA）からは指揮活動25周年を記念したライヴ録音集成盤も発売されていた。南ユトランド交響楽団との録音はダナコード（Danacord）より発売された。
- メロディア期
  - バッハ：カンタータ集（モスクワ音楽院室内管弦楽団 独唱者 「12月の夕べ」音楽祭ライヴ録音）
  - ブリテン：オペラ『ねじの回転』抜粋（ソリスト・アンサンブル 独唱者）
  - デシャトニコフ（ロシア語版）：オペラ『哀れなリーザ』（ムソルグスキー記念オペラ・バレエ劇場室内アンサンブル 独唱者）
- モスクワ交響楽団
  - プロコフィエフ：『交響曲第7番』他（VISTA VERA）
  - グラズノフ：『ショピニアーナ』他（NAXOS）
  - リムスキー＝コルサコフ：カンタータ集（Saison Russe→Brilliant Classics）
- 南ユトランド交響楽団
  - ロベルト・シューマン、クララ・シューマン：ピアノと管弦楽のための作品集（Danacord）
  - ウィリアム・シェイクスピアの『ハムレット』に因む作品集（Danacord）

## 主な受賞
- ロシア連邦功労芸術労働者（ロシア語版）（1994年授与）[2]
- ロシア連邦国家賞（ロシア語版）（アルフレート・シュニトケ音楽祭の主要参加者の一人として 1995年受賞）